# Манати (округ)
Манати́ (англ. Manatee county) — округ штата Флорида Соединённых Штатов Америки. На 2000 год в нём проживало 264 002 человека. По оценке бюро переписи населения США в 2008 году население округа составляло 315 766 человек. Окружным центром является город Брейдентон.

## История
Округ Манати был сформирован в 1855 году. Он был назван в честь населяющих прибрежные воды ламантин (англ. manatee — ламантина).

## География
Округ расположен в западной части штата. Граничит с округами: Хилсборо (на севере), Полк (на северо-востоке), Харди (на востоке), Де-Сото (на юго-востоке) и Сарасота (на юге). На западе омывается водами Мексиканского залива.

## Население
По данным переписи 2000 года население округа составляет 264 002 человека. Расовый состав: белые — 86,36 %; афроамериканцы — 8,19 %; азиаты — 0,9 %; коренные американцы — 0,28 %; океанийцы — 0,05 %; другие расы — 2,84 %; представители двух и более рас — 1,39 %. Возрастная структура: до 18 лет: 20,7 %; от 18 до 24 лет: 6,5 %; от 25 до 44 лет: 24,6 %; от 45 до 64 лет: 23,3 %; старше 64 лет — 24,9 %. Средний возраст населения — 44 года. На каждые 100 женщин приходится 93,5 мужчин.
Динамика роста населения:
- 1940: 26 098 чел.
- 1950: 34 704 чел.
- 1960: 69 168 чел.
- 1970: 97 115 чел.
- 1980: 148 442 чел.
- 1990: 211 707 чел.
- 2000: 264 002 чел.
- 2010: 322 833 чел.